# 366 Вінсентіна
366 Вінсентіна (366 Vincentina) — астероїд головного поясу, відкритий 21 березня 1893 року Огюстом Шарлуа у Ніцці.
Тіссеранів параметр щодо Юпітера — 3,181.